# Kulaprabhavati
Kulaprabhavati, var drottning av Funan i Kambodja som gift med kung Jayavarman Kaundinya. Hon var regerande drottning av Funan mellan 514 och 517, då hon utkämpade en tronföljdskrig med sin styvson Rudravarman, som hade dödat hennes son Gunavarman.